# Wilhelm Braune
Wilhelm Braune (Großthiemig, 1850 - Heidelberg, 1926) was professor Germanistiek aan de universiteiten van Gießen en Heidelberg. 
Na zijn kennismaking met het werk van de slavist August Leskien ontwikkelde Braune zich tot een vooraanstaand lid van de Neogrammatici. In 1873 richtte hij samen met Hermann Paul het tijdschrift Beiträge zur Geschichte der deutschen Sprache und Literatur om de op neogrammatische visie geschoolde wetenschap te verspreiden.
Braune is vooral bekend geworden door zijn Althochdeutsches Lesebuch en zijn Gotische Grammatik, die (uiteraard in herziene vorm) nog steeds tot het cursusmateriaal voor studenten oudgermanistiek behoren.

Verder door hem uitgegeven werk zijn onder meer:
- Untersuchungen über Heinrich von Veldeke (Halle, 1873)
- Zur Kenntnis des Fränkischen und zur hochdeutschen Lautverschiebung (Halle, 1874)
- Über die Quantität der althochdeutschen Endsilben (Halle, 1875)